# Lijst van voetbalinterlands Israël - Luxemburg
Deze lijst van voetbalinterlands is een overzicht van alle officiële voetbalwedstrijden tussen de nationale teams van Israël en Luxemburg. De landen speelden tot op heden negen keer tegen elkaar. De eerste ontmoeting, een vriendschappelijke wedstrijd, werd gespeeld in Petach Tikwa op 19 december 1984. Het laatste duel, een kwalificatiewedstrijd voor het Wereldkampioenschap voetbal 2014, vond plaats op 16 oktober 2012 in Ramat Gan.

## Wedstrijden
| № | Plaats       | Datum            | Competitie           | Wedstrijd          | Uitslag |
| - | ------------ | ---------------- | -------------------- | ------------------ | ------- |
| 1 | Petach Tikwa | 19 december 1984 | Vriendschappelijk    | Israël – Luxemburg | 2 – 0   |
| 2 | Ashdod       | 14 februari 1995 | Vriendschappelijk    | Israël – Luxemburg | 4 – 2   |
| 3 | Tel Aviv     | 15 december 1996 | WK 1998 kwalificatie | Israël – Luxemburg | 1 – 0   |
| 4 | Luxemburg    | 31 maart 1997    | WK 1998 kwalificatie | Luxemburg – Israël | 0 – 3   |
| 5 | Luxemburg    | 5 september 2002 | Vriendschappelijk    | Luxemburg – Israël | 0 – 5   |
| 6 | Luxemburg    | 11 oktober 2008  | WK 2010 kwalificatie | Luxemburg – Israël | 1 – 3   |
| 7 | Tel Aviv     | 9 september 2009 | WK 2010 kwalificatie | Israël – Luxemburg | 7 – 0   |
| 8 | Luxemburg    | 12 oktober 2012  | WK 2014 kwalificatie | Luxemburg − Israël | 0 − 6   |
| 9 | Ramat Gan    | 16 oktober 2012  | WK 2014 kwalificatie | Israël − Luxemburg | 3 − 0   |

## Samenvatting
| Competitie        | Totaal gespeeld | Winst Israël | Gelijk | Winst Luxemburg | Doelsaldo Israël – Luxemburg |
| ----------------- | --------------- | ------------ | ------ | --------------- | ---------------------------- |
| WK-kwalificatie   | 6               | 6            | 0      | 0               | 23 − 1                       |
| Vriendschappelijk | 3               | 3            | 0      | 0               | 11 − 2                       |
| Totaal            | 9               | 9            | 0      | 0               | 34 − 3                       |

## Details

### Tweede ontmoeting
| Vriendschappelijk (Ashdod, Israël, 14 februari 1995):                            |       |                                       |
| Israël                                                                           | 4 – 2 | Luxemburg                             |
| Ronen Harazi 22' (pen.) Alon Hazan 34' Amir Turjeman 57' Marc Birsens 89' (e.d.) | goals | 71' Robert Langers 77' Robert Langers |

### Derde ontmoeting
| WK 1998 kwalificatie (Tel Aviv, Israël, 15 december 1996): |       |           |
| Israël                                                     | 1 – 0 | Luxemburg |
| Eli Ohana 38'                                              | goals |           |

### Vierde ontmoeting
| WK 1998 kwalificatie (Luxemburg, Luxemburg, 31 maart 1997): |       |                                                 |
| Luxemburg                                                   | 0 – 3 | Israël                                          |
|                                                             | goals | 10' Itzhak Zohar 56' Tal Banin 78' Itzhak Zohar |

### Vijfde ontmoeting
| Vriendschappelijk (Luxemburg, Luxemburg, 5 september 2002): |       |                                                                              |
| Luxemburg                                                   | 0 – 5 | Israël                                                                       |
|                                                             | goals | 1' Kfir Udi 24' Walid Badir 68' Kfir Udi 79' Adoram Keisy 85' Yossi Benayoun |

### Achtste ontmoeting
| WK 2014 kwalificatie (Luxemburg, Luxemburg, 12 oktober 2012): |       | |
| Luxemburg                                                     | 0 – 6 | Israël                                                                                                |
|                                                               | goals | 4' Mahran Radi 12' Eden Ben Basat 27' Tomer Hemed 60' Maor Melikson 73' Tomer Hemed 90+1' Tomer Hemed |

### Negende ontmoeting
| WK 2014 kwalificatie (Ramat Gan, Israël, 16 oktober 2012): |       |           |
| Israël                                                     | 3 – 0 | Luxemburg |
| Tomer Hemed 14' Eden Ben Basat 36' Tomer Hemed 48'         | goals |           |

IFA · A-internationals · Kwalificatiewedstrijden · Bondscoaches · Statistieken · Israëlisch vrouwenelftal · Olympisch elftal · Israël U21 · Israël U20 · Israël U19 · Israël U18 · Israël U17 · Israël U16
1934 – 1939 · 
1940 – 1949 · 
1950 – 1959 · 
1960 – 1969 · 
1970 – 1979 · 
1980 – 1989 · 
1990 – 1999 · 
2000 – 2009 · 
2010 – 2019 ·
2020 − 2029
WK 1970
1934 · 
1935–1937 · 
1938 · 
1939 · 
1948 · 
1941–1947 · 
1948 · 
1949 · 
1950 · 
1951–1952 · 
1953 · 
1954 · 
1955 · 
1956 · 
1957 · 
1958 · 
1959 · 
1960 · 
1961 · 
1962 · 
1963 · 
1964 · 
1965 · 
1966 · 
1967 · 
1968 · 
1969 · 
1970 · 
1971 · 
1972 · 
1973 · 
1974 · 
1975 · 
1976 · 
1977 · 
1978 · 
1979 · 
1980 · 
1981 · 
1982 · 
1983 · 
1984 · 
1985 · 
1986 · 
1987 · 
1988 · 
1989 · 
1990 · 
1991 · 
1992 · 
1993 · 
1994 · 
1995 · 
1996 · 
1997 · 
1998 · 
1999 · 
2000 · 
2001 · 
2002 · 
2003 · 
2004 · 
2005 · 
2006 · 
2007 · 
2008 · 
2009 · 
2010 · 
2011 · 
2012 · 
2013 · 
2014 · 
2015 ·
2016 ·
2017 ·
2018 ·
2019 ·
2020 ·
2021 ·
2022 ·
2023
Albanië · 
Andorra ·
Argentinië ·
Armenië ·
Australië ·
Azerbeidzjan ·
België ·
Bosnië en Herzegovina ·
Brazilië ·
Bulgarije ·
Chili ·
Colombia ·
Cyprus ·
Denemarken ·
Duitsland ·
Engeland ·
Estland ·
Ethiopië ·
Faeröer ·
Filipijnen ·
Finland ·
Frankrijk ·
Georgië ·
GOS ·
Griekenland ·
Guatemala ·
Honduras ·
Hongarije ·
Hongkong ·
Ierland ·
IJsland ·
India ·
Iran ·
Italië ·
Ivoorkust ·
Japan ·
Joegoslavië ·
Kosovo ·
Kroatië ·
Letland ·
Liechtenstein ·
Litouwen ·
Luxemburg ·
Maleisië ·
Malta ·
Mexico ·
Moldavië ·
Montenegro ·
Myanmar ·
Nederland ·
Nieuw-Zeeland ·
Noord-Ierland ·
Noord-Macedonië ·
Noorwegen ·
Oekraïne ·
Oezbekistan ·
Oostenrijk ·
Pakistan ·
Polen ·
Portugal ·
Roemenië ·
Rusland ·
San Marino ·
Schotland ·
Servië ·
Singapore ·
Slovenië ·
Slowakije ·
Sovjet-Unie ·
Spanje ·
Taiwan ·
Thailand ·
Tsjechië ·
Turkije ·
Uruguay ·
Verenigde Staten ·
Wales ·
Wit-Rusland ·
Zambia ·
Zuid-Afrika ·
Zuid-Korea ·
Zuid-Vietnam ·
Zweden ·
Zwitserland
FLF · A-internationals · Bondscoaches · Statistieken · Luxemburgs vrouwenelftal · Luxemburg U21 · Luxemburg U19 · Luxemburg U18 · Luxemburg U17 · Luxemburg U16
1911 – 1919 ·
1920 – 1929 ·
1930 – 1939 ·
1940 – 1949 ·
1950 – 1959 ·
1960 – 1969 ·
1970 – 1979 ·
1980 – 1989 ·
1990 – 1999 ·
2000 – 2009 ·
2010 – 2019 ·
2020 − 2029
OS 1920 · 
OS 1924 · 
OS 1928 · 
OS 1936 · 
OS 1948 · 
OS 1952
1911 · 
1912 · 
1913 · 
1914 · 
1915 · 1916 · 1917 · 1918 · 1919 · 
1920 · 
1921 · 1922 · 1923 · 
1924 · 
1925 · 1926 · 
1927 · 
1928 · 
1929 · 1930 · 1931 · 1932 · 1933 · 
1934 · 
1935 · 
1936 · 
1937 · 
1938 · 
1939 · 
1940 · 
1941 · 1942 · 1943 · 1944 · 
1945 · 
1946 · 
1947 · 
1948 · 
1949 · 
1950 · 
1952 · 
1952 · 
1953 · 
1954 · 
1955 · 
1956 · 
1957 · 
1958 · 
1959 · 
1960 · 
1961 · 
1962 · 
1963 · 
1964 · 
1965 · 
1966 · 
1967 · 
1968 · 
1969 · 
1970 · 
1971 · 
1972 · 
1973 · 
1974 · 
1975 · 
1976 · 
1977 · 
1978 · 
1979 · 
1980 · 
1981 · 
1982 · 
1983 · 
1984 · 
1985 · 
1986 · 
1987 · 
1988 · 
1989 · 
1990 · 
1991 · 
1992 · 
1993 · 
1994 · 
1995 · 
1996 · 
1997 · 
1998 · 
1999 · 
2000 · 
2001 · 
2002 · 
2003 · 
2004 · 
2005 · 
2006 · 
2007 · 
2008 · 
2009 · 
2010 · 
2011 · 
2012 · 
2013 · 
2014 · 
2015 ·
2016 ·
2017 ·
2018 ·
2019 ·
2020 ·
2021
Afghanistan ·
Albanië ·
Algerije ·
Armenië ·
Azerbeidzjan ·
België ·
Bosnië en Herzegovina ·
Brazilië ·
Bulgarije ·
Canada ·
Cyprus ·
DDR ·
Denemarken ·
(West-)Duitsland ·
Egypte ·
Engeland ·
Estland ·
Faeröer ·
Finland ·
Frankrijk ·
Gambia ·
Georgië ·
Griekenland ·
Hongarije ·
Ierland ·
IJsland ·
Israël ·
Italië ·
Japan ·
Joegoslavië ·
Kaapverdië ·
Kameroen ·
Kazachstan ·
Letland ·
Liechtenstein ·
Litouwen ·
Madagaskar ·
Malta ·
Marokko ·
Mexico ·
Moldavië ·
Montenegro ·
Myanmar ·
Nederland ·
Nigeria ·
Noord-Ierland ·
Noord-Macedonië ·
Noorwegen ·
Oekraïne ·
Oostenrijk ·
Polen ·
Portugal ·
Qatar ·
Roemenië ·
Rusland ·
San Marino ·
Saoedi-Arabië ·
Schotland ·
Senegal ·
Servië ·
Servië en Montenegro ·
Slovenië ·
Slowakije ·
Sovjet-Unie ·
Spanje ·
Thailand ·
Togo ·
Tsjechië ·
Tsjecho-Slowakije ·
Turkije ·
Uruguay ·
Verenigde Staten ·
Wales ·
Wit-Rusland ·
Zuid-Korea ·
Zweden ·
Zwitserland